# Voltamperometría de barrido lineal

Barrido lineal de potencial.

La voltamperometría de barrido lineal es un método voltamperométrico en el que se mide la corriente en el electrodo de trabajo mientras se hace un barrido lineal del potencial entre el electrodo de trabajo y el electrodo de referencia. La oxidación o la reducción del analito son registrados como un pico en la señal, en el potencial al cual la especie comienza a oxidarse o reducirse.

## Instrumentación
Las celdas voltamperométricas actuales para barrido lineal constan de tres electrodos sumergidos en una solución que contiene el analito, y un exceso de electrolito no reactivo (el electrolito soporte). Uno de los microelectrodos es el electrodo de trabajo cuyo potencial variará con el tiempo, y será el más polarizado. El segundo es un electrodo de referencia cuyo potencial permanece constante. El tercero es un electrodo auxiliar (normalmente una espiral de platino) que sirve para conducir la electricidad desde la fuente al microelectrodo.